# Steinunn Hansdóttir
Steinunn Hansdóttir (født 20. marts 1994 i Eskifjörður, Island) er en kvindelig islandsk håndboldspiller, der spiller for Skanderborg Håndbold i den danske Damehåndboldligaen og Islands kvindehåndboldlandshold. Hun har tidligere optrådt for flere danske liga- og divisionsklubber som SønderjyskE Håndbold, Horsens HK, Gudme HK, Vendsyssel Håndbold og Skanderborg Håndbold tre gange. Derudover skiftede hun i 2016 til den islandske ligaklub UMF Selfoss i et halvt år, inden hun vendte tilbage til Danmark.
Hun har desuden også optrådt for det islandske A-landshold, flere gange.